# Трибио (Анкона)
Трибио (итал. Tribbio) насеље је у Италији у округу Анкона, региону Марке.
Према процени из 2011. у насељу је живело 18 становника. Насеље се налази на надморској висини од 462 м.